# Вайно, Карл Генрихович
Карл Ге́нрихович Ва́йно (эст. Karl Vaino; 28 мая 1923, Томск — 12 февраля 2022, Москва) — советский государственный и политический деятель, первый секретарь Центрального Комитета Коммунистической партии Эстонии в 1978—1988 годах.

## Биография
Родился 28 мая 1923 года в Томске в семье переселившегося из Эстонии в 1918 году после неудавшейся попытки установления советской власти в Эстонии коммуниста Генриха Вайно (1889—1965) и Лидии Яковлевны Вайно, урождённой Сави (1899—1977), дочери эстонских колонистов, поселившихся в Сибири в начале XX века.
От призыва в РККА Карл был освобождён и учился в вузе.
В 1947 году окончил Томский электромеханический институт инженеров транспорта (ныне Омский государственный университет путей сообщения — ОмГУПС (ОмИИТ).
В 1947 году приехал в Эстонскую ССР для работы по инженерно-технической специальности на железной дороге, работал техником электросилового хозяйства на Эстонской железной дороге.
С 1947 года член ВКП(б). С 1948 года на партийной работе: инструктор ЦК, секретарь Таллинского обкома, в 1953—1957 годах завотделом ЦК КП Эстонии, в 1957—1960 годах заместитель председателя совнархоза Эстонской ССР, в 1960—1978 годах секретарь ЦК Коммунистической партии Эстонии. Окончил Заочную высшую партийную школу в 1957 году.
В 1978—1988 годах первый секретарь ЦК Коммунистической партии Эстонии (сменил на этом посту Йоханнеса Кэбина). Проводил политику в полном согласии с ЦК КПСС, а также продолжил практику русификации Эстонии.
В 1979 году на него было совершено неудачное покушение (Имре Аракас организовал террористическую группу, которая, чтобы вооружиться, ограбила склад добровольного спортивного общества «Динамо». В начале 1979 года Аракас был арестован по обвинению в бандитизме. Во время суда его вооруженные сторонники ворвались в зал и освободили своего вожака. В середине 1979 года Аракас обстрелял машину первого секретаря ЦК КПЭ К. Г. Вайно, однако тот остался невредим. В конце 1979 года Аракас был арестован и приговорен к 12 годам заключения).
Ф. Д. Бобков вспоминал, что «Андропов начал некоторые перемены, но это не вопросы перестройки. Например, я помню, он большую работу провел с Вайно. Они экспериментировали с развитием молочного хозяйства. Кстати говоря, очень успешно»[значимость факта?].
Во время акций протеста в Эстонии в 1988 году Вайно запросил у руководства страны разрешение на проведение силовой операции, но не получил его. В результате многочисленных протестов эстонской общественности был освобождён от должности и переведён на работу в Москву. В 1988—1990 годах — член Комитета партийного контроля при ЦК КПСС.
С 1990 года на пенсии. Жил в Москве.
Член ЦК КПСС (1981—1990). Депутат Совета Союза Верховного Совета СССР 10—11 созывов (1979—1989) от Эстонской ССР.
Скончался в Москве 12 февраля 2022 года на 99-м году жизни. Отпевание Вайно состоялось 14 февраля. Похоронен на Федеральном военном мемориале «Пантеон защитников Отечества».

## Награды
- 2 ордена Ленина (16.03.1981; 27.05.1983)
- орден Октябрьской Революции (25.08.1971)
- 3 ордена Трудового Красного Знамени (19.03.1959; 01.10.1965; 12.12.1973)
- медаль «За трудовую доблесть» (20.07.1950)
- другие медали

## Семья
Жена — Анна Ильинична Вайно (1922—2022), долгое время работала в Минсвязи Эстонии.
Дочь — Элеонора Карловна Кочетова (род. 1945), вдова Андрея Всеволодовича Кочетова (1942—2017), сына советского писателя Всеволода Кочетова, кандидат химических наук, работает в МГУ. Внук Карла Вайно — Кочетов Андрей Андреевич (род. в 1969), работал в МВД России.
Сын — Эдуард Карлович Вайно (род. 1949). В 1981—1985 гг. работал в советском торгпредстве в Японии, в 1990—1997 гг. — представитель АвтоВАЗа в США, председатель Делового совета Куба-Россия в Торгово-промышленной палате РФ, почетный гражданин королевства Бутан. С 2007 года на АвтоВАЗе, по состоянию на конец 2010 года занимал должность вице-президента по внешним связям и взаимодействию с акционерами, ранее являлся вице-президентом компании по корпоративному развитию. Женат, два сына и дочь.
Родившийся в 1972 году в Таллине внук Карла Вайно Антон Эдуардович Вайно c 12 августа 2016 года — руководитель Администрации Президента Российской Федерации и, по должности, постоянный член Совета Безопасности Российской Федерации, до этого работал первым заместителем руководителя протокола Президента Российской Федерации Владимира Путина (26 апреля 2007 — 8 октября 2007), заместителем руководителя Аппарата Правительства Виктора Зубкова (с 8 октября 2007 года). С 2008 по 2016 год работал руководителем Департамента протокола Правительства Российской Федерации.